# Le Mahabharata (pièce de théâtre)
Le Mahabharata est un spectacle de Peter Brook, basé sur l'épopée indienne du Mahabharata. La mise en scène est de Peter Brook, avec adaptation de Jean-Claude Carrière et de Marie-Hélène Estienne. La représentation totale durait 9 heures. Brook mit une dizaine d'années pour réaliser complètement ce projet. La troupe alla régulièrement en Inde afin d'y étudier la culture. La production a été assurée par le Centre international de créations théâtrales-Bouffes du Nord. La première a eu lieu durant le 39e Festival d'Avignon, le 7 juillet 1985.
Le spectacle a ensuite été raccourci en une mini-série télévisée multinationale de 6 heures, aussi produite par Peter Brook, puis en un film de 3 heures pour la projection en salles et la vente en DVD.
Il incluait 9 représentations dans un cycle de trois pièces : La Partie de dés les 7, 10, 16, 19, 25, 28 juillet ; L'Exil dans la forêt les 8, 11, 17, 20, 26, 29 juillet ; La Guerre les 9, 12, 18, 21, 27, 30 juillet. La Nuit du Mahabharata, qui regroupe les trois pièces, les 13, 22 et 31 juillet.

## Festival d'Avignon 1985
En 1985, Alain Crombecque dirige pour la première année le Festival d'Avignon. L'ampleur du spectacle doit lui permettre d'imprimer sa marque. Peter Brook recherche pour la représentation de sa pièce « un lieu vierge de tout passé culturel et artistique ». Des carrières près des Baux-de-Provence ne peuvent accueillir le spectacle, constituant un site classé, et ce sont finalement les carrières de Boulbon, dans les Bouches-du-Rhône, quinze kilomètres au sud-ouest d'Avignon, qui sont choisies. Les spectateurs accèdent au lieu en voiture, car ou bateau, puis en marchant. La pièce est un grand succès de l'édition 1985.

## Distribution
Les décors et les costumes étaient de Chloé Obolenski ; la régie plateau de Rémi Jullien ; les lumières de Jean Kalman ; avec la collaboration technique et artistique des suivants :
- collaboration  musicale de L. Subramaniam ;
- collaboration artistique de Rajeev Sethi, Philippe Lavastine, Karunakaran Nair, Nina Soufy, Vincent Dehoux et Dan Schwarz ;
- assistant mise en scène par Marie-Hélène Estienne ;
- collaboration décor : Pippa Cleator ; collab. costumes : Valérie Blais ; collab. costumes : Geneviève Humbert ; combat de : Alain Maratrat ;
- direction artistique de Jean-Guy Lecat.

Interprétation de Joséphine Derenne (Kunti), Maurice Bénichou (Ganesha, Krishna), Pascaline Pointillart (Amba, Subhadra, servante de Gandhari, ainsi que de Mireille Maalouf (Ganga, Gandhari, Gudeshna), Tam Sir Niane (Madri, Hidimbi), Mallika Sarabhai (Satyavati, Draupadi), Ryszard Cieslak (Dhritarashtra), Clovis Cornillac (Ekalavya, Uttara, Abhimanyu), Georges Corraface (Dushassana), Jean-Paul Denizon (Nakula, Aswhattaman), Mamadou Dioume (Bhima), Matthias Habich (Yudishthira), Andréas Katsulas (Jayadratha, Salva), Sotigui Kouyaté (Bhishma, Parashurama), Alain Maratrat (Vyasa), Clément Masdongar (Sisupala, Ghatotkatcha, jeune homme éternel), Vittorio Mezzogiorno (Arjuna), Bruce Myers (Karna), Yoshi Oida (Drona, Kitchaka), Andrzej Seweryn (Duryodhana), Douta Seck (Roi des pêcheurs, Shakuni, Virata, Sandjaya), Tapa Sudana (Pandu, Siva, Salya), Kên Higelin (enfant), Lutfi Jakfar (enfant), Nicolas Sananikone (enfant), Samon Takahashi (enfant), Djamchid Chemirani (percussions), Kudsi Erguner (ney), Kim Menzer (nagaswaram), Mahmoud Tabrizi-zadeh (kamantche), Toshi Tsuchitori (percussions).

« Le Mahabharata est une épopée, avec des héros et des dieux, des animaux fabuleux. En même temps, l'œuvre est intime. C'est-à-dire que les personnages sont vulnérables, pleins de contradictions, totalement humains (Peter Brook). »